# Ernst-Robert Grawitz
Ernst-Robert Grawitz (ur. 8 czerwca 1899 w Berlinie, zm. 24 kwietnia 1945 w Poczdamie) – profesor na uniwersytecie w Berlinie, szef służby zdrowia SS i Policji, prezes Niemieckiego Czerwonego Krzyża w latach 1936–1945 oraz SS-Obergruppenführer, zbrodniarz hitlerowski.

## Życiorys
W dniu 4 czerwca 1917 wstąpił ochotniczo do armii niemieckiej i został wcielony do 1. zapasowego batalionu strzelców, a następnie służył w 10. Hanowerskim Batalionie Strzelców. Po zakończeniu I wojny światowej przebywał do 5 listopada 1919 w niewoli brytyjskiej. W 1920 wstąpił do Freikorpsu „Einwohnerwehr Berlin”, z którym uczestniczył w puczu Kappa-Lüttwitza, a następnie został członkiem Freikorpsu „Olympia”. Członek NSDAP, o numerze partyjnym 1 102 844, oraz SS od listopada 1931 r., o numerze ewidencyjnym 27 483. Od 4 kwietnia 1935 był szefem wydziału sanitarnego w Głównym Urzędzie SS, a 1 czerwca 1935 mianowano go naczelnym lekarzem SS, którym był do samobójczej śmierci.
Ze względu na pełnione przez Grawitza funkcje w okresie III Rzeszy, jego nazwisko jest związane z praktycznie wszystkimi zbrodniami dokonanymi przez hitlerowskie służby medyczne. W 1941, gdy Niemcy postanowili dokonać masowej eksterminacji europejskich Żydów, to on doradził Himmlerowi użycie komór gazowych jako najbardziej skutecznego sposobu przeprowadzenia „ostatecznego rozwiązania”. Następnie podległe mu służby współdziałały z innymi instytucjami hitlerowskimi w prowadzonym wyniszczaniu Żydów. Grawitz jest także w bezpośredni sposób związany ze wszystkimi pseudoeksperymentami medycznymi dokonywanymi na więźniach niemieckich obozów koncentracyjnych. Wydawał rozkazy ich przeprowadzania, nadzorował je, a o wynikach meldował Heinrichowi Himmlerowi. W szczególności Grawitz ponosi odpowiedzialność za eksperymenty związane z przetrwaniem ludzi w ekstremalnych środowiskach, eksperymenty zdrowotne (infekowanie więźniów obozów koncentracyjnych różnymi chorobami), wojskowe (testowanie broni na więźniach, infekowanie ich ran bronią chemiczną i truciznami) czy sterylizację kobiet. Efektem ogromnej większości tych eksperymentów była śmierć niewinnych ludzi lub ich trwałe okaleczenie. Oficjalnie podlegał mu dr Enno Lolling (naczelny lekarz wszystkich obozów koncentracyjnych w ramach WVHA), w związku z czym Grawitz odpowiadał także za fatalne warunki zdrowotne panujące w tych obozach (w szczególności za wysoką śmiertelność spowodowaną epidemiami chorób zakaźnych).
Swoje wysokie stanowiska w hitlerowskiej służbie zdrowia i w SS zawdzięczał poparciu Heinricha Himmlera. Grawitz był brutalnym i agresywnym karierowiczem, bezgranicznie oddanym Himmlerowi. Opisywany jest jako typowy adiutant (Himmler nim pogardzał), pragnący przypodobać się szefowi, a jednocześnie traktujący swoich podwładnych z całą bezwzględnością. Wymagał ślepego posłuszeństwa z kompletnym wyłączeniem poczucia moralności (którego zresztą sam nie posiadał). Pod koniec wojny, w kwietniu 1945 popełnił samobójstwo, wysadzając się granatem, zabijając jednocześnie żonę i dwójkę dzieci.

## Literatura
- Lasik Aleksander, Sztafety ochronne w systemie niemieckich obozów koncentracyjnych: rozwój organizacyjny, ewolucja zadań i struktur oraz socjologiczny obraz obozowych załóg SS, Oświęcim: Państwowe Muzeum Auschwitz-Birkenau, 2007, s. 465, ISBN 978-83-60210-32-1.